# Hemitaurichthys zoster
Hemitaurichthys zoster е вид бодлоперка от семейство Chaetodontidae. Видът не е застрашен от изчезване.

## Разпространение и местообитание
Разпространен е в Британска индоокеанска територия, Индия (Андамански и Никобарски острови), Индонезия, Кения, Коморски острови, Мавриций, Мадагаскар, Майот, Малайзия, Малдиви, Мианмар, Мозамбик, Оман, Реюнион, Сейшели, Сомалия, Тайланд, Танзания, Френски южни и антарктически територии (Нормандски острови), Шри Ланка и Южна Африка.
Обитава крайбрежията на океани, морета и рифове. Среща се на дълбочина от 1 до 100 m, при температура на водата от 23,2 до 27,1 °C и соленост 35 – 35,2 ‰.

## Описание
На дължина достигат до 18 cm.
Популацията на вида е стабилна.